# トビヘビ属
トビヘビ属（学名：Chrysopelea）は、ナミヘビ科の属の1つ。東南アジアに分布し、木々の間を滑空することが特徴である。肋骨を開いて翼のような構造を作るなど、滑空に対する適応が見られる。獲物を捕らえるために、後方の牙に弱い毒を持つ後牙類である。現在は5種が分類されている。

## 分類
本属を含めて5属でエダムチヘビ亜科を構成し、本属とブロンズヘビ属は姉妹群となる。以下の系統樹では、エダムチヘビ亜科の系統に加えて、本属の内部関係を示す。
|  | \| \| エダムチヘビ属 \| \| \| \| \| \| ムカシエダムチヘビ（英語版） \| \| \| \| |
|  |                                                                                 |
|  | クビナガヘビ属                                                                  |
|  |                                                                                 |
|  | エダムチヘビ属                                                                  |
|  |                                                                                 |
|  | ムカシエダムチヘビ                                                              |
|  |                                                                                 |

|  | エダムチヘビ属     |
|  |                    |
|  | ムカシエダムチヘビ |
|  |                    |

|  | \| \| パラダイストビヘビ \| \| \| \| \| \| ゴールデントビヘビ \| \| \| \| |
|  |                                                                           |
|  | ベニトビヘビ                                                              |
|  |                                                                           |
|  | パラダイストビヘビ                                                        |
|  |                                                                           |
|  | ゴールデントビヘビ                                                        |
|  |                                                                           |

|  | パラダイストビヘビ |
|  |                    |
|  | ゴールデントビヘビ |
|  |                    |

|  | \| \| パラダイストビヘビ \| \| \| \| \| \| ゴールデントビヘビ \| \| \| \| |
|  |                                                                           |
|  | ベニトビヘビ                                                              |
|  |                                                                           |
|  | パラダイストビヘビ                                                        |
|  |                                                                           |
|  | ゴールデントビヘビ                                                        |
|  |                                                                           |

|  | パラダイストビヘビ |
|  |                    |
|  | ゴールデントビヘビ |
|  |                    |

|  | \| \| パラダイストビヘビ \| \| \| \| \| \| ゴールデントビヘビ \| \| \| \| |
|  |                                                                           |
|  | ベニトビヘビ                                                              |
|  |                                                                           |
|  | パラダイストビヘビ                                                        |
|  |                                                                           |
|  | ゴールデントビヘビ                                                        |
|  |                                                                           |

|  | パラダイストビヘビ |
|  |                    |
|  | ゴールデントビヘビ |
|  |                    |

|  | \| \| パラダイストビヘビ \| \| \| \| \| \| ゴールデントビヘビ \| \| \| \| |
|  |                                                                           |
|  | ベニトビヘビ                                                              |
|  |                                                                           |
|  | パラダイストビヘビ                                                        |
|  |                                                                           |
|  | ゴールデントビヘビ                                                        |
|  |                                                                           |

|  | パラダイストビヘビ |
|  |                    |
|  | ゴールデントビヘビ |
|  |                    |

|  | \| \| エダムチヘビ属 \| \| \| \| \| \| ムカシエダムチヘビ（英語版） \| \| \| \| |
|  |                                                                                 |
|  | クビナガヘビ属                                                                  |
|  |                                                                                 |
|  | エダムチヘビ属                                                                  |
|  |                                                                                 |
|  | ムカシエダムチヘビ                                                              |
|  |                                                                                 |

|  | エダムチヘビ属     |
|  |                    |
|  | ムカシエダムチヘビ |
|  |                    |

|  | \| \| パラダイストビヘビ \| \| \| \| \| \| ゴールデントビヘビ \| \| \| \| |
|  |                                                                           |
|  | ベニトビヘビ                                                              |
|  |                                                                           |
|  | パラダイストビヘビ                                                        |
|  |                                                                           |
|  | ゴールデントビヘビ                                                        |
|  |                                                                           |

|  | パラダイストビヘビ |
|  |                    |
|  | ゴールデントビヘビ |
|  |                    |

|  | \| \| パラダイストビヘビ \| \| \| \| \| \| ゴールデントビヘビ \| \| \| \| |
|  |                                                                           |
|  | ベニトビヘビ                                                              |
|  |                                                                           |
|  | パラダイストビヘビ                                                        |
|  |                                                                           |
|  | ゴールデントビヘビ                                                        |
|  |                                                                           |

|  | パラダイストビヘビ |
|  |                    |
|  | ゴールデントビヘビ |
|  |                    |

|  | \| \| パラダイストビヘビ \| \| \| \| \| \| ゴールデントビヘビ \| \| \| \| |
|  |                                                                           |
|  | ベニトビヘビ                                                              |
|  |                                                                           |
|  | パラダイストビヘビ                                                        |
|  |                                                                           |
|  | ゴールデントビヘビ                                                        |
|  |                                                                           |

|  | パラダイストビヘビ |
|  |                    |
|  | ゴールデントビヘビ |
|  |                    |

|  | \| \| パラダイストビヘビ \| \| \| \| \| \| ゴールデントビヘビ \| \| \| \| |
|  |                                                                           |
|  | ベニトビヘビ                                                              |
|  |                                                                           |
|  | パラダイストビヘビ                                                        |
|  |                                                                           |
|  | ゴールデントビヘビ                                                        |
|  |                                                                           |

|  | パラダイストビヘビ |
|  |                    |
|  | ゴールデントビヘビ |
|  |                    |

### 下位分類
トビヘビ属には5種が認められている。和名は中井(2021)による。
| 画像 | 学名                                       | 和名               | 英名                                        | 特徴 | 分布                     |
| ---- | ------------------------------------------ | ------------------ | ------------------------------------------- | --- | ------------------------ |
|      | Chrysopelea ornata (Shaw, 1802)            | ゴールデントビヘビ | Golden tree snake、ornate flying snake      | 本属の最大種で、全長1.5mに達する。名前の通り体が金色だが、ライムグリーンに近い個体もいる。インドの個体群はオレンジから赤の模様と小さな黒い縞模様が入る。体が大きいため、滑空能力は低い。                                                                                                 | 南アジアおよび東南アジア |
|      | Chrysopelea paradisi (Boie and Boie, 1827) | パラダイストビヘビ | Paradise tree snake                         | 全長は90cmに達し、ペットとして人気がある。体は黒く、鮮やかな緑色の鱗で覆われている。首の付け根から尾にかけて、背中には赤、オレンジ、黄色の鱗が密集している。中には模様が無く、全身が緑色の個体もいる。滑空能力はトビヘビの中でも最高クラスとされている。                                 | 東南アジア               |
|      | Chrysopelea pelias (Linnaeus, 1758)        | ベニトビヘビ       | Twin-barred tree snake、banded flying snake | 本属最小種で、全長は60cmほど。体色は黒または濃い灰色で、体全体が太い赤色と細い黄色と黒色の縞模様で覆われる。腹面の外側にはクリーム色の線があり、腹面は淡い緑色である。生息域内では最も希少なトビヘビである。滑空時には空中を水平移動できるが、パラダイストビヘビほど滑空能力は高くない。 | 東南アジア               |
|      | Chrysopelea rhodopleuron (Boie, 1827)      | モルッカトビヘビ   | Moluccan flying snake                       | 全長は1.2mに達し、背面は黒色で側面は赤く、腹面は黄色である。 | Ambonとスラウェシ島      |
|      | Chrysopelea taprobanica (Smith, 1943)      | ハイオビトビヘビ   | Sri Lankan flying snake                     | 全長は90cmに達する。背側は茶色で、黒い帯が入る。 | スリランカ、インド半島   |
|      |                                            |                    |                                             | |                          |

## 分布と生息地
東南アジアのベトナム、カンボジア、タイ、ミャンマー、ラオス、インドネシア、フィリピン、中国南部、インド、スリランカに分布する。樹上性が高く、基本的に樹冠に生息する。

## 形態
視力は高く、樹上に特化した細長い形状をしている。色彩の変異が大きい。

## 生態
昼行性であり、日中に狩りをする。食性は生息域によって異なるが、トカゲ、齧歯類、カエル、鳥類、コウモリなどを食べる。後方の牙に弱い毒を持つため、小型の獲物に対してのみ危険である。

## 飛翔
腹面には隆起した鱗があり、その鱗を使って樹幹の粗い樹皮を押し、垂直に木を登る。枝の先端に到達すると、尾が枝の先端から垂れ下がるまで移動を続ける。その後J字型に曲がり、前方に傾いて滑空経路を制御し、着地地点を選択する。目的地が決まると、腹部を引っ込め、肋骨を広げて翼のような形を形成し、体を木から突き上げて推進力を得る。その間、常に横方向に蛇行しながら、地面と平行に飛翔し、空中で方向を安定させ、安全に着地する。
C字型を形成し、腹部を平らにし、空中で横方向に波打つことで、空中で滑空することができ、地上を移動するよりもエネルギーを節約し、地上の捕食者を回避することもできる。体を平らにすることで凹型の翼のような構造を作り、後頭部から尻尾の先端近くにある総排出腔までの体の幅がほぼ2倍になり、体の断面はフリスビーやフライングディスクの断面に似ている。フライングディスクの場合、空中で回転すると、設計された断面の凹面によりディスクの中心の下の空気圧が上昇し、ディスクが飛ぶための揚力が発生する。横方向に波打ったまま継続的に移動することで、ディスクと同じように体の下の空気圧が上昇し、滑空することができる。
手足や翼などの突起物がないにもかかわらず、ムササビや他の滑空する動物よりも優れた滑空能力を持ち、森林やジャングルの中を100mも滑空することができる。目的地は主に弾道学によって予測されるが、空中で滑るように移動することで、飛行中の姿勢制御をある程度行うことができる。
近年、トビヘビの滑空能力は物理学者や米国国防総省の関心を集めており、滑空に寄与するその他の要因についての研究が続けられている。シカゴ大学による最近の研究によると、トビヘビの体の大きさと滑空能力の間に逆相関関係があることを発見した。つまり、小型のトビヘビは水平方向に長い距離を滑空できる。
バージニア工科大学のジェイク・ソチャ教授の研究によると、これらのヘビは体の形を変えることで空気力学的な力を生み出し、空中を滑空することができるという。科学者たちは、この研究が、空中で一箇所から別の場所まで滑空できるロボットの設計につながることを期待している。

## 人との関わり
毒性が弱いと考えられており、医学的に重要な中毒例がいくつか確認されている。人にとっては有毒ではない。多湿かつ広い生息地と、餌の爬虫類が必要である。